# Wadzim Lalin
Wadzim Lalin (białor. Вадзім Лялін, ros. Вадим Лялин, ur. 15 listopada 1982) – białoruski wioślarz, reprezentant Białorusi w wioślarskiej czwórce bez sternika podczas Letnich Igrzysk Olimpijskich w Pekinie.

## Osiągnięcia
- Mistrzostwa Świata – Monachium 2007 – czwórka bez sternika – 11. miejsce[1].
- Mistrzostwa Świata – Monachium 2007 – ósemka – 12. miejsce[1].
- Mistrzostwa Europy – Poznań 2007 – ósemka – 3. miejsce[2].
- Igrzyska Olimpijskie – Pekin 2008 – czwórka bez sternika – 12. miejsce[1].
- Mistrzostwa Europy – Ateny 2008 – czwórka bez sternika – 3. miejsce[2].
- Mistrzostwa Świata – Poznań 2009 – czwórka bez sternika – 6. miejsce[2].
- Mistrzostwa Europy – Brześć 2009 – czwórka bez sternika – 6. miejsce[2].
- Mistrzostwa Europy – Montemor-o-Velho 2010 – dwójka ze sternikiem – 1. miejsce[2].